# Oswego (flod)

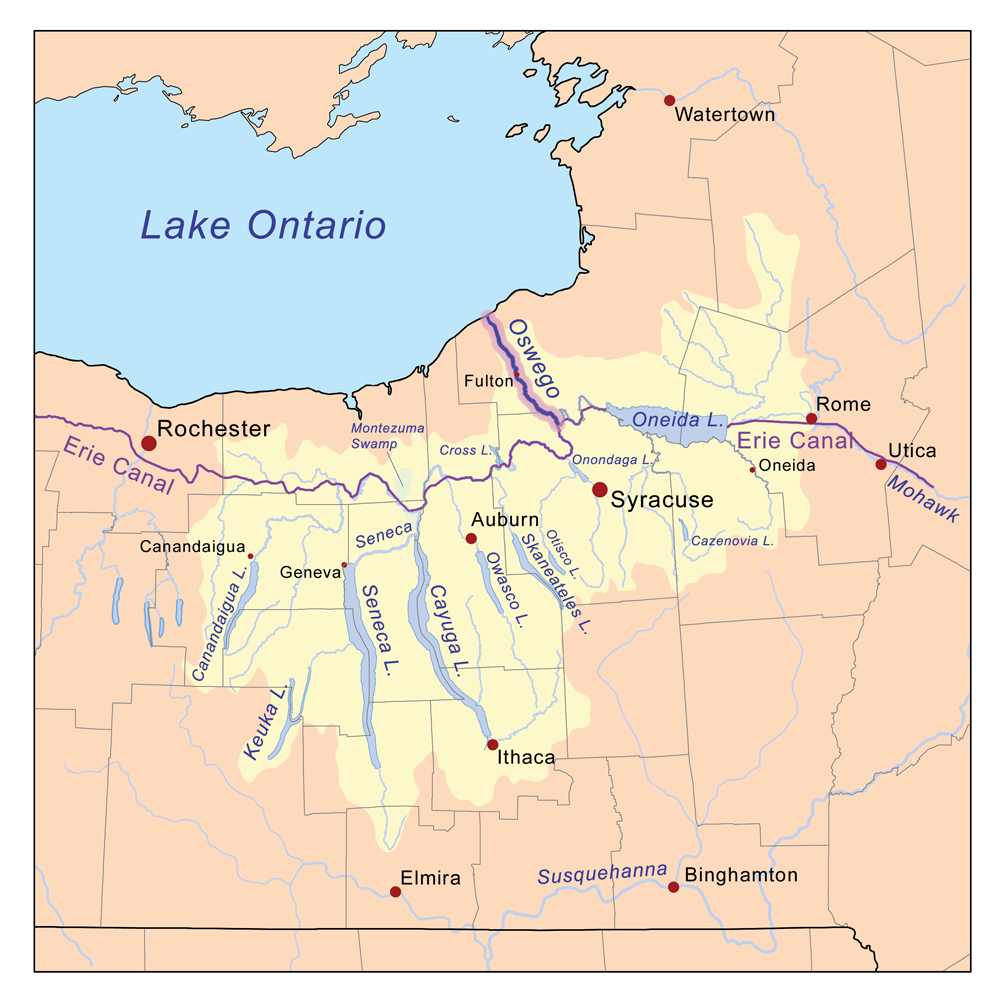
Karta med Oswegofloden markerad.

Oswego, flod som flyter i centrala delstaten New York i USA och mynnar i Ontariosjön. Oswego bildas där Senecafloden och Oneidafloden möts vid Three Rivers.